# جاك كونورز
جاك كونورز (بالإنجليزية: Jack Connors)‏ هو لاعب كرة قدم بريطاني، ولد في 24 أكتوبر 1994 في London Borough of Brent ‏ في المملكة المتحدة. شارك مع منتخب جمهورية أيرلندا تحت 21 سنة لكرة القدم. أما مع النوادي، فقد لعب مع بوريهام وود إف سي ونادي فولهام.

## وصلات خارجية
- جاك كونورز على موقع قاعدة بيانات كرة القدم.إي يو (الإنجليزية)
- جاك كونورز على موقع Soccerbase.com (لاعب) (الإنجليزية)
- جاك كونورز على موقع Soccerway.com (الإنجليزية)